# میخائیل سمیونوویچ ورونتسوف
میخائیل سمیونوویچ ورونتسوف (روسی: Михаи́л Семёнович Воронцо́в؛ ۳۰ مه [سبک قدیمی: ۱۹] ۱۷۸۲ – ۱۸ نوامبر [سبک قدیمی: ۶] ۱۸۵۶ شاهزاده و فیلدمارشال اهل امپراتوری روسیه که به خاطر موفقیت‌هایش در جنگ‌های ناپلئونی و بیشتر به خاطر مشارکت‌هایش در جنگ قفقاز از سال ۱۸۴۴ تا ۱۸۵۳ مشهور شده‌است. در سال ۱۸۴۴، ورونتسوف به عنوان فرمانده‌کل و نایب‌السلطنه قفقاز منصوب شد. وی برندهٔ مدال‌هایی همچون نشان آنای مقدس (سنت آنا) شده‌است.